# Kekere Moukailou
Kekere Moukailou (* 1. Januar 1992) ist ein ivorischer Fußballspieler.

## Karriere
Kekere Moukailou stand von 2015 bis 2016 beim Yadanarbon FC in Myanmar unter Vertrag. Wo er vorher gespielt hat, ist unbekannt. Der Verein aus Mandalay spielte in der ersten Liga, der Myanmar National League. 2016 wurde er mit dem Verein myanmarischer Fußballmeister. 2017 wechselte er zum Ligakonkurrenten Yangon United nach Rangun. Mit Yangon wurde er 2017 Vizemeister, 2018 wurde er mit dem Verein Meister. 2018 stand er mit dem Klub im Finale des General Aung San Shield. Hier gewann man das Endspiel gegen Hanthawaddy United mit 2:1. Im gleichen Jahr gewann der Klub das Spiel um den MFF Charity Cup. Hier besiegte man Shan United im Elfmeterschießen. Für Yangon absolvierte er 46 Erstligaspiele. Mitte 2019 wechselte er zu Ayeyawady United. Hier stand er bis Jahresende unter Vertrag. Mit dem Verein aus Pathein feierte er die Vizemeisterschaft. Für Ayeyawady stand er zehnmal in der ersten Liga auf dem Spielfeld. Ligakonkurrent Hanthawaddy United verpflichtete ihn Anfang 2020. Mit Hanthawaddy wurde er 2020 Vizemeister. Im Juli 2022 kehrte er in seine Heimat zurück. Hier stand er bis Jahresende beim Erstligisten ES Bafing unter Vertrag. Im Januar 2023 ging er wieder nach Myanmar. Hier schloss er sich dem Erstligisten Shan United an. Nach 14 Ligaspielen wechselte er Ende Februar 2024 zum Ligakonkurrenten Rakhine United. Im Juli 2024 wechselte er für drei Monate zum ebenfalls in der ersten Liga spielenden Sagaing United. Hier bestritt er vier Erstligaspiele. Anfang Oktober kehrte er zu Rakhine zurück.

## Erfolge
Yadanarbon FC
- Myanmar National League: 2016

Yangon United
- Myanmar National League: 2018
- MFF Charity Cup: 2018